# Dreamgirls (musical)
Dreamgirls è un musical con colonna sonora di  Henry Krieger e libretto di Tom Eyen, liberamente tratto dalla storia delle Supremes.
Il musical debuttò a Broadway nel 1981, diretto e coreografato da Michael Bennett, vinse sei Tony Award e rimase in scena per oltre millecinquecento repliche. Facevano parte del cast originale Jennifer Holliday, Sheryl Lee Ralph, Loretta Devine, Ben Harney, Cleavant Derricks, Vondie Curtis-Hall, Obba Babatundé e Phylicia Rashād.
Nel 2006 Bill Condon ha diretto l'omonimo adattamento cinematografico con Beyoncé, Jamie Foxx, Eddie Murphy, Jennifer Hudson e Anika Noni Rose.